# فرودگاه برانسون کریک
فرودگاه برانسون کریک (به انگلیسی: Bronson Creek Airport) یک فرودگاه با کد یاتا YBM است . این فرودگاه در کشور کانادا قرار دارد .